# Flying Colors (album)
Flying colors is het debuutalbum van de Amerikaanse supergroep Flying Colors. Het album is opgenomen op diverse locaties waarbij de heren elkaar nauwelijks gezien hebben. De opnamen werden heen en weer gezonden, want de leden van deze band waren eigenlijk altijd op tournee met hun eigen bands. De muziek is een mengeling van de progressieve rock van Transatlantic tot meer songgericht materiaal. Neal Morse liet zijn liefde voor muziek van The Beatles horen in bijvoorbeeld Love is what I'm waiting for. De van hem bekende religieuze teksten ontbreken niet, maar overheersen zelden (All falls down).

## Musici
- Steve Morse – gitaar
- Dave LaRue – basgitaar
- Neal Morse – toetsinstrumenten, zang
- Casey McPherson – zang, toetsinstrumenten, slaggitaar
- Mike Portnoy – slagwerk, percussie, zang

Met
- Orla Murphy – altviool op Love is what I’m waiting for
- Brian Moritz – toetsinstrumenten op Everything changes

## Muziek
Alle nummers geschreven door de band, behalve Love is, daar schreef Dwight Baker aan mee.

| Nr. | Titel                        | Duur  |
| --- | ---------------------------- | ----- |
| 1.  | Blue ocean                   | 7:05  |
| 2.  | Shoulda coulda woulda        | 4:32  |
| 3.  | Kayla                        | 5:20  |
| 4.  | The storm                    | 4:53  |
| 5.  | Forever in a daze            | 3:56  |
| 6.  | Love is what I'm waiting for | 3:36  |
| 7.  | Everything changes           | 6:55  |
| 8.  | Better than walking away     | 4:57  |
| 9.  | All falls down               | 3:22  |
| 10. | Fool in my heart             | 3:48  |
| 11. | Infinite fire                | 12:02 |

## Nasleep
Het album haalde gemengde reacties binnen de niche van progressieve rock. De ene kant vond het een werelds album; de andere had bedenkingen , dat dit toch geen echte progressieve rock was. Men vond in het algemeen zonde dat McPherson van Alpha Rev ingeschakeld was als zanger, Neal Morse had het beter zelf kunnen inzingen.

## Hitnotering
Het album behaalde noteringen in een aantal hitlijsten, maar haalde nergens een topnotering.

### Album Top 100
| Hitnotering: 31 maart 2012 – 20-4-2012 | Hitnotering: 31 maart 2012 – 20-4-2012 | Hitnotering: 31 maart 2012 – 20-4-2012 | Hitnotering: 31 maart 2012 – 20-4-2012 | Hitnotering: 31 maart 2012 – 20-4-2012 |
| Week:                                  | 1                                      | 2                                      | 3                                      |                                        |
| -------------------------------------- | -------------------------------------- | -------------------------------------- | -------------------------------------- | -------------------------------------- |
| Positie:                               | 51                                     | 70                                     | 77                                     | uit                                    |